# Dylan Baker
Dylan Baker (Syracuse, 1959. október 7. –) amerikai színész.
Olyan filmekben játszott szerepeivel szerzett elismerést, mint a Repülők, vonatok, automobilok (1987), A boldogságtól ordítani (1998), a Tizenhárom nap – Az idegháború (2000), A kárhozat útja (2002), a Pókember 2. (2004) és a Pókember 3. (2007). A Murder One (1995-1996) és A férjem védelmében című televíziós sorozatokban is feltűnt, amelyek közül az utóbbiért három Primetime Emmy-díj jelölést kapott.
1991-ben Tony-díjra és Drama Desk-díjra jelölték a La Bête eredeti előadásában nyújtott alakításáért. 2013-ban debütált rendezőként a 23 Blast című filmmel.

## Fiatalkora és tanulmányai
1959. október 7-én született a New York-i Syracuse-ban, de a virginiai Lynchburgban nőtt fel. Színészi pályafutását tizenévesen kezdte regionális színdarabokban.
A Saint Cross Regional Catholic Schoolba járt, majd a Darlington Schoolba, 1976-ban pedig a Georgetown Preparatory Schoolban végzett. A virginiai College of William and Marybe is járt, 1980-ban a Southern Methodist Universityn szerzett diplomát. Ezután a Yale School of Drama mesterszakán szerzett képzőművészeti diplomát, ahol Chris Noth és Patricia Clarkson mellett tanult.

## Pályafutása
A hangoskönyvek élvonalbeli narrátora, a fikcióktól (Érik a gyümölcs, Javítások) az életrajzokon (Steve Jobs) át Az Argo-akcióig sokféle könyvet narrált már.
2002-ben elnyerte a 2002-es Audie Award for Abridged Fiction-díjat Jonathan Franzen The Corrections című művének felolvasásáért. Franzen 2015-ös regényét, a Tisztaságot is jegyzi.

## Magánélete
1990-ben feleségül vette Becky Gelke színésznőt, aki ma már Becky Ann Baker néven ismert. Egy lányuk van, New Yorkban élnek.
2015. szeptember 1-jén megpróbálta megmenteni szomszédja, a Broadway- és filmszínésznő, illetve táncosnő Vivien Eng életét abban a New York-i emeletes házban, ahol lakik. A nő lakása kigyulladt, de a füst és a tűz megakadályozta a színészt a mentésben. A tűzoltók végül kimenekítették a súlyosan sérült nőt a lakásból és kórházba szállították. A sérülései azonban olyan súlyosak voltak, hogy két nappal később meghalt.

## Filmográfia

### Film
| Év   | Magyar cím                                      | Eredeti cím                                | Szerep                      | Magyar hang      |
| ---- | ----------------------------------------------- | ------------------------------------------ | --------------------------- | ---------------- |
| 1987 |                                                 | Ishtar                                     | éjszakai klub védnök        |                  |
| 1987 | Repülők, vonatok, automobilok                   | Planes, Trains and Automobiles             | Owen                        | Felföldi László  |
| 1988 | A magányosság varázslója                        | The Wizard of Loneliness                   | Duffy Kahler                |                  |
| 1990 | Hosszú az út hazáig                             | The Long Walk Home                         | Tunker Thompson             |                  |
| 1991 | Ínyencfalat                                     | Delirious                                  | Blake Hedison               | Forgács Péter    |
| 1991 | Ínyencfalat                                     | Delirious                                  | Blake Hedison               | Bodrogi Attila   |
| 1992 | Boldog-boldogtalan                              | Passed Away                                | Unsworth                    |                  |
| 1992 | Szerelmi bájital                                | Love Potion No. 9                          | Geoffrey herceg             | Bácskai János    |
| 1993 | A gyereknepper                                  | Life with Mikey                            | Mr. Burns                   |                  |
| 1994 | Gyilkosság egyenes adásban                      | Radioland Murders                          | Jasper nyomozó              |                  |
| 1994 | Zaklatás                                        | Disclosure                                 | Philip Blackburn            | Fazekas István   |
| 1995 | Henrietta csillaga                              | The Stars Fell on Henrietta                | Alex Wilde                  |                  |
| 1996 |                                                 | True Blue                                  | Michael Suarez, S.J.        |                  |
| 1998 | A boldogságtól ordítani                         | Happiness                                  | Bill Maplewood              | Csankó Zoltán    |
| 1998 | Sztárral szemben                                | Celebrity                                  | pap a katolikus elvonuláson |                  |
| 1999 | Sülve-főve                                      | Simply Irresistible                        | Jonathan Bendel             | Kautzky Armand   |
| 1999 | Zuhanás                                         | Random Hearts                              | Richard Judd                | Juhász György    |
| 1999 | Oxigén                                          | Oxygen                                     | Jackson Lantham FBI-ügynök  |                  |
| 2000 | Férjfogó                                        | Committed                                  | Carl szerkesztője           |                  |
| 2000 | Rekviem egy álomért                             | Requiem for a Dream                        | Southern doktor             | Bordás János     |
| 2000 | A sejt                                          | The Cell                                   | Henry West                  | Epres Attila     |
| 2000 | Tizenhárom nap – Az idegháború                  | Thirteen Days                              | Robert McNamara             | Epres Attila     |
| 2001 | A panamai szabó                                 | The Tailor of Panama                       | Dusenbaker tábornok         | F. Nagy Zoltán   |
| 2001 | A pók hálójában                                 | Along Came a Spider                        | Ollie McArthur              | Czvetkó Sándor   |
| 2002 | A kárhozat útja                                 | Road to Perdition                          | Alexander Rance             | Hajdu Steve      |
| 2002 |                                                 | A Gentleman's Game                         | Mr. Price                   |                  |
| 2002 | Ütközéspont                                     | Changing Lanes                             | Finch                       | Lux Ádám         |
| 2002 |                                                 | The Laramie Project                        | Rulon Stacey                |                  |
| 2003 | Államfőnök                                      | Head of State                              | Martin Geller               | Csankó Zoltán    |
| 2003 | Szerelmi leckék hitetleneknek                   | How to Deal                                | Steve Beckwith              | Juhász György    |
| 2003 | Rick                                            | Rick                                       | Buck                        |                  |
| 2004 | Pókember 2.                                     | Spider-Man 2                               | Dr. Curt Connors            | Sebestyén András |
| 2004 | Kinsey                                          | Kinsey                                     | Alan Gregg                  | Katona Zoltán    |
| 2005 | Bújócska                                        | Hide and Seek                              | Hafferty seriff             | Harmath Imre     |
| 2005 | Matador                                         | The Matador                                | Mr. Lovell                  | Dányi Krisztián  |
| 2006 |                                                 | Stealing Martin Lane                       | Parker Banks                |                  |
| 2006 | Fido – Hasznos a zombi a háznál                 | Fido                                       | Bill Robinson               | Csankó Zoltán    |
| 2006 | Gyerünk a börtönbe!                             | Let's Go to Prison                         | börtönigazgató              | Czvetkó Sándor   |
| 2007 | Férfigondok                                     | When a Man Falls in the Forest             | Bill                        | Bardóczy Attila  |
| 2007 | Pókember 3.                                     | Spider-Man 3                               | Dr. Curt Connors            | Sebestyén András |
| 2007 | Rókavadászat                                    | The Hunting Party                          | CIA ügynök                  | Csankó Zoltán    |
| 2007 | Across the Universe – Csak szerelem kell        | Across the Universe                        | Mr. Carrigan / Lucy apja    |                  |
| 2007 | Egy asszony élete                               | The Stone Angel                            | Marvin Shipley              |                  |
| 2007 | Adsz vagy kapsz                                 | Trick 'r Treat                             | Steven Wilkins igazgató     | Czvetkó Sándor   |
| 2008 | Csökkent képesség                               | Diminished Capacity                        | "Veszett Kutya" McClure     |                  |
| 2008 | A szabadság útjai                               | Revolutionary Road                         | Jack Ordway                 | Anger Zsolt      |
| 2009 | Az új vezetőség                                 | Under New Management                       | jogi segítségnyújtó ügyvéd  |                  |
| 2010 | A paripa                                        | Secretariat                                | Hollis B. Chenery           | Holl Nándor      |
| 2011 | Gondolj rám                                     | About Sunny                                | Max                         | Laklóth Aladár   |
| 2012 | 2 nap New Yorkban                               | 2 Days in New York                         | Ron                         | Welker Gábor     |
| 2013 |                                                 | 23 Blast                                   | Larry Freeman               |                  |
| 2013 | Ron Burgundy: A legenda folytatódik             | Anchorman 2: The Legend Continues          | Freddy Shapp                | Epres Attila     |
| 2014 |                                                 | Turks & Caicos                             | Gary Bethwaite              |                  |
| 2014 | Az utolsó felvonás                              | The Humbling                               | Dr. Farr                    | Dunai Tamás      |
| 2014 | Selma                                           | Selma                                      | J. Edgar Hoover             |                  |
| 2015 |                                                 | Actor Seeks Role (rövidfilm)               | Dr. Freidman                |                  |
| 2015 |                                                 | America Is Still the Place                 | Mr. Bennett                 |                  |
| 2015 |                                                 | Applesauce                                 | Stevie Bricks               |                  |
| 2015 |                                                 | Nightfire (rövidfilm)                      | Olivetti                    |                  |
| 2015 | A jótevő                                        | The Benefactor                             | Bobby                       | Holl Nándor      |
| 2016 |                                                 | Catfight                                   | Dr. Jones                   |                  |
| 2016 | Miss Sloane                                     | Miss Sloane                                | Jon O'Neill                 | Láng Balázs      |
| 2017 |                                                 | The Misogynists                            | Cameron                     |                  |
| 2018 |                                                 | Elizabeth Harvest                          | Logan                       |                  |
| 2019 | Átkozottul veszett, sokkolóan gonosz és hitvány | Extremely Wicked, Shockingly Evil and Vile | David Yokum                 | Quintus Konrád   |
| 2023 | Álmaid hőse                                     | Dream Scenario                             | Richard                     | Epres Attila     |

### Televízió
| Év        | Magyar cím                           | Eredeti cím                                 | Szerep                                     | Megjegyzések                                                 |
| --------- | ------------------------------------ | ------------------------------------------- | ------------------------------------------ | ------------------------------------------------------------ |
| 1986      | Gyilkos erőszak                      | A Case of Deadly Force                      | Kevin O'Donnell                            | - tévéfilm - magyar hangja: - Czvetkó Sándor                 |
| 1988      |                                      | The Murder of Mary Phagan                   | kormányzó asszisztense                     | 2 epizód                                                     |
| 1988      | Miami Vice                           | Miami Vice                                  | Edward Jerell hadnagy                      | - 1 epizód - magyar hangja: - Fekete Zoltán                  |
| 1988      |                                      | Spenser: For Hire                           | Sam Reynolds                               | 1 epizód                                                     |
| 1988      |                                      | American Playhouse                          | George 'Jig' Cook                          | 1 epizód                                                     |
| 1990      |                                      | Judgment                                    | Delambre atya                              | tévéfilm                                                     |
| 1991–2023 | Esküdt ellenségek                    | Law & Order                                 | Sean Hyland / Aaron Downing / Sanford Rems | 7 epizód                                                     |
| 1993      | Texasi krónikák: A vad vidék         | Return to Lonesome Dove                     | Nigel Winston                              | minisorozat (3 epizód)                                       |
| 1993      | Miért éppen Alaszka?                 | Northern Exposure                           | Jeffy O'Connell                            | 1 epizód                                                     |
| 1993      | Az utolsó maffiaházasság             | Love, Honor & Obey: The Last Mafia Marriage | Curtis Pinger                              | tévéfilm                                                     |
| 1995–1996 |                                      | Murder One                                  | Arthur Polson nyomozó                      | 23 epizód                                                    |
| 1997      |                                      | Feds                                        | Jack Gaffney                               | 1 epizód                                                     |
| 1998      | Oz                                   | Oz                                          | Schillinger védőügyvédje                   | 1 epizód                                                     |
| 2000      |                                      | Strangers with Candy                        | Arsenew lelkész                            | 1 epizód                                                     |
| 2001      | New York sűrűjében                   | Big Apple                                   | Bob Cooper felügyelő                       | 2 epizód                                                     |
| 2001      | Ügyvédek                             | The Practice                                | Keith Ellison szenátor                     | 2 epizód                                                     |
| 2001      | CSI: A helyszínelők                  | CSI: Crime Scene Investigation              | Powell atya                                | 1 epizód                                                     |
| 2002      | A televízió aranykora                | The Big Time                                | Az ezredes                                 | - tévéfilm - magyar hangja: - Epres Attila                   |
| 2002      | Egy gyilkosság története             | The Laramie Project                         | Rulon Stacey                               | tévéfilm                                                     |
| 2002      |                                      | Benjamin Franklin                           | Benjamin Franklin                          | minisorozat (3 epizód)                                       |
| 2003      |                                      | The Pitts                                   | Bob Pitt                                   | 7 epizód                                                     |
| 2003      | Az elnök emberei                     | The West Wing                               | Alan Fisk                                  | 1 epizód                                                     |
| 2003      | Elrabolva: Az Elizabeth Smart sztori | The Elizabeth Smart Story                   | Ed Smart                                   | tévéfilm                                                     |
| 2004      | Harmadik műszak                      | Third Watch                                 | Daniels tanácsnok                          | 1 epizód                                                     |
| 2004      |                                      | Life as We Know It                          | Roland Conner                              | 2 epizód                                                     |
| 2005      | Nyomtalanul                          | Without a Trace                             | Brian Stone                                | 1 epizód                                                     |
| 2006      | Nem szentírás                        | The Book of Daniel                          | Roger Paxton                               | 6 epizód                                                     |
| 2007      |                                      | Drive                                       | John Trimble                               | 6 epizód                                                     |
| 2009      | A királyság                          | Kings                                       | William Cross                              | 13 epizód                                                    |
| 2009      | Esküdt ellenségek: Bűnös szándék     | Law & Order: Criminal Intent                | Henry Muller                               | 1 epizód                                                     |
| 2009      | Monk – A flúgos nyomozó              | Monk                                        | John Hannigan                              | 1 epizód                                                     |
| 2009      | Ki ez a lány?                        | Ugly Betty                                  | Bennett Wallis                             | 3 epizód                                                     |
| 2010      | Doktor House                         | House                                       | Dr. Dave Broda                             | 1 epizód                                                     |
| 2010–2011 | Minden lében négy kanál              | Burn Notice                                 | Raines                                     | 2 epizód                                                     |
| 2010–2015 | A férjem védelmében                  | The Good Wife                               | Colin Sweeney                              | 8 epizód                                                     |
| 2011      | A hatalom hálójában                  | Damages                                     | Jerry Boorman                              | 10 epizód                                                    |
| 2012      | A nagy svindli                       | White Collar                                | Andy Woods                                 | 1 epizód                                                     |
| 2012      |                                      | Political Animals                           | Fred Collier                               | minisorozat (5 epizód)                                       |
| 2012–2013 | Kasszasiker                          | Smash                                       | Roger Cartwright                           | 3 epizód                                                     |
| 2013      |                                      | Zero Hour                                   | Terrence Fisk FBI-főnök                    | 3 epizód                                                     |
| 2013–2014 | Lángoló Chicago                      | Chicago Fire                                | Dr. David Arata                            | 2 epizód                                                     |
| 2014      | Bűnös Chicago                        | Chicago P.D.                                | Dr. David Arata                            | 1 epizód                                                     |
| 2014      |                                      | Turks & Caicos                              | Gary Bethwaite                             | tévéfilm                                                     |
| 2015      | A mentalista                         | The Mentalist                               | Bill Peterson                              | 2 epizód                                                     |
| 2016      | Foglalkozásuk: amerikai              | The Americans                               | William Crandall                           | 8 epizód                                                     |
| 2016      | Bizonyosság                          | Confirmation                                | Orrin Hatch                                | - tévéfilm - magyar hangja: - Epres Attila                   |
| 2016–2020 | Rejtjelek                            | Blindspot                                   | Pellington FBI-igazgató                    | 6 epizód                                                     |
| 2017      |                                      | Difficult People                            | turista                                    | 1 epizód                                                     |
| 2017      | Kisasszonyok                         | Little Women                                | Robert March                               | - minisorozat (3 epizód) - magyar hangja: - Gyabronka József |
| 2017–2018 | Diane védelmében                     | The Good Fight                              | Colin Sweeney                              | 2 epizód                                                     |
| 2017–2018 | Szénné égek idefent                  | I'm Dying Up Here                           | Johnny Carson                              | 5 epizód                                                     |
| 2018      | Sherlock és Watson                   | Elementary                                  | Armand Venetto                             | 1 epizód                                                     |
| 2018      | Homeland – A belső ellenség          | Homeland                                    | Sam Paley szenátor                         | 8 epizód                                                     |
| 2020      | Social Distance: Távol, mégis közel  | Social Distance                             | Neil Currier                               | minisorozat (1 epizód)                                       |
| 2020–2023 | Vadászok                             | Hunters                                     | Biff Simpson                               | - 11 epizód - magyar hangja: - Epres Attila                  |
| 2021      |                                      | Evil                                        | Kay atya                                   | 2 epizód                                                     |
| 2021      | Halálzóna                            | The Hot Zone: Anthrax                       | Ed Copak                                   | 6 epizód                                                     |
| 2022      |                                      | The Resort                                  | Carl                                       | 4 epizód                                                     |
| 2022      | Az ember a rács mögött               | Inside Man                                  | Casey                                      | - 3 epizód - magyar hangja: - Rosta Sándor                   |
| 2022      |                                      | Would I Lie to You?                         | önmaga                                     | vetélkedő (1 epizód)                                         |

## Fordítás
- Ez a szócikk részben vagy egészben  a   Dylan Baker című angol Wikipédia-szócikk fordításán alapul.  Az eredeti cikk szerkesztőit annak laptörténete sorolja fel. Ez a jelzés csupán a megfogalmazás eredetét és a szerzői jogokat jelzi, nem szolgál a cikkben szereplő információk forrásmegjelöléseként.